# Limbe Wildlife Centre
Le Limbe Wildlife Centre ou le LWC (en français, Centre de la faune de Limbé), est un parc zoologique et botanique situé à Limbé dans la région du Sud-Ouest du Cameroun, fondé en 1993, couvrant une superficie de 200 000 m2. Le zoo se trouve à moins de 50 m du Jardin botanique de Limbé.

## Histoire
Le projet a été lancé en 1993 par le gouvernement camerounais et l'ONG Pandrillus Foundation. Outre quelques espèces de reptiles et d'oiseaux, la station abrite surtout différents primates africains dont la population est fortement menacée, dont les deux sous-espèces de gorilles occidentaux, ainsi que des chimpanzés, des drills, des mandrills, des babouins et des guenons.
La plupart des primates amenés sont des orphelins dont les familles ont été tuées par des braconniers. D'autres ont été détenus illégalement comme « animaux de compagnie » ou proposés à la vente sur les marchés locaux et confisqués par les autorités. Les jeunes animaux, en particulier, sont généralement dans un état particulièrement critique - malades, blessés et traumatisés. Les blessures par balle et les membres cassés ne sont pas rares, sans compter que la déshydratation met souvent leur vie en danger. Jusqu'à ce qu'ils soient stabilisés physiquement et psychologiquement, des vétérinaires et des soigneurs expérimentés s'occupent des animaux, puis les orphelins sont intégrés dans des groupes existants où ils peuvent mener une vie conforme à leur espèce dans un environnement proche de la nature. Actuellement, le centre héberge environ deux cents petits singes.
Le Limbe Wildlife Centre travaille en étroite collaboration avec le ministère des Forêts et de la Faune ainsi qu'avec la Pandrillus Foundation et est financé par des dons. L'ONG allemande Pro Wildlife fait également partie des sponsors. Les fonds sont utilisés pour poursuivre l'extension du centre, rendue nécessaire par l'afflux constant d'animaux. Outre l'hébergement des animaux dans des conditions adaptées à leur espèce, l'accent est également mis sur la transmission du riche patrimoine naturel camerounais à la population locale et sur les connaissances nécessaires à la préservation de ce patrimoine.